# Dysdera gamarrae
Dysdera gamarrae este o specie de păianjeni din genul Dysdera, familia Dysderidae, descrisă de Ferrández, 1984.
Este endemică în Spania. Conform Catalogue of Life specia Dysdera gamarrae nu are subspecii cunoscute.